# Via della Salute
Via della Salute è una strada situata nel quartiere Oltretorrente di Parma; la via, costruita in due stralci tra il 1856 e il 1910, è affiancata su entrambi i lati da modulari e colorati edifici a schiera, che costituiscono uno dei primi esempi di case popolari in Italia.

## Storia

### Costruzione del primo stralcio
La decisione di costruire il primo stralcio di via della Salute fu assunta nel 1855 dalla duchessa di Parma Luisa Maria di Borbone, reggente per conto del figlio Roberto I di Parma; l'area su cui realizzare l'intervento fu individuata in una zona destinata a orti posta ai margini meridionali dell'Oltretorrente, appartenuta in precedenza ai conventi di Sant'Agostino e San Basilide soppressi in epoca napoleonica; in prossimità si trovava inoltre l'antico borgo della Morte, affiancato da malsani edifici di cui fu previsto l'abbattimento.
Il 22 dicembre del 1856 l'Accademia Parmense di Belle Arti bandì un concorso pubblico per la progettazione delle opere, stabilendo precisi requisiti dimensionali e igienici: la strada, suddivisa da una via intermedia in due tronchi di uguali caratteristiche, avrebbe dovuto essere larga 10 m, lunga 170 m e affiancata da quattro identici lotti di edifici a schiera; ogni abitazione, alta tre piani fuori terra, larga 6 o 12 m e destinata a una, due o tre famiglie, avrebbe dovuto essere dotata di servizi igienici, orto e cortile e rifornita di acqua potabile. Dei venti progetti presentati, il 28 aprile del 1857 l'accademia decretò vincitore quello dell'architetto Gaetano Castelli. L'8 maggio seguente fu indetta dalla Camera Ducale un'asta pubblica per l'assegnazione dell'appalto.
Il ministro delle Finanze ducale Antonio Lombardini, intenzionato a fondare una banca in città, decretò di costruire a spese pubbliche una delle abitazioni e donarla alla costituenda Cassa di Risparmi Parmense; per incrementare il patrimonio del nuovo istituto, il governo promise l'assegnazione di titoli nobiliari ai privati che avessero regalato i fondi per erigere altri edifici da cedere alla banca e finanziò direttamente le opere di urbanizzazione. Le donazioni, giunte da importanti personalità parmensi e soprattutto straniere, consentirono il finanziamento di nove abitazioni complessive assegnate alla Cassa; la proprietà di tutti gli altri edifici, eretti a spese pubbliche, sarebbe invece rimasta demaniale.
Nell'ottobre del 1857 fu avviato il cantiere del primo lotto, cui si affiancarono in seguito gli altri tre.
Nonostante i moti del 1859, il conseguente abbandono del ducato da parte dei Borbone e l'annessione al Regno di Sardegna, i lavori non furono interrotti, grazie all'interessamento della Cassa di Risparmi Parmense, e l'ultimo lotto fu completato nel 1862.

### Costruzione del secondo stralcio
La decisione di costruire il secondo stralcio di via della Salute fu assunta nel 1904 dal sindaco di Parma Giovanni Mariotti; il progetto fu redatto all'ingegnere capo del Comune Domenico Ferrari, che previde la realizzazione di una serie di case monofamiliari a schiera, alte due piani fuori terra, larghe 6 m e dotate di servizi igienici, di orti e, sul fondo dei cortili, di legnaie.
L'intervento fu suddiviso in quattro lotti, edificati in due fasi successive. Tra il 1904 e il 1905 furono eretti i primi due blocchi, costituiti da 11 abitazioni a est e 12 a ovest. Negli stessi anni Carlo Balestra, proprietario della fascia di orti a sud del cantiere, donò i terreni al Comune per consentire la prosecuzione delle opere, mentre l'intera area fu spianata utilizzando la terra recuperata dall'abbattimento della cinta muraria cittadina; tra il 1907 e il 1910 furono quindi costruiti gli ultimi due lotti, alti 1 m più dei precedenti e composti da 12 dimore a est e 11 a ovest.

### XX secolo
Nel 1913 la Cassa di Risparmio di Parma alienò le nove abitazioni di sua proprietà; le cinque complessive costituenti l'intero lotto sud-ovest del primo stralcio furono acquistate dal Ricovero dei Vecchi, mentre, delle altre quattro, due furono assegnate all'asilo infantile e due all'asilo notturno.
Nel secondo dopoguerra fu infine costruita una casa tra i due lotti occidentali del secondo stralcio, chiudendo il passaggio.

## Descrizione
La rettilinea via, lunga circa 340 m, è suddivisa in tre tronconi dalle ortogonali via Padre Lino/via Don Bosco e borgo San Domenico/via Rismondo; ai lati si elevano due ordinate file di case a schiera fronte strada, intonacate e dipinte con colori pastello.
I primi due tronconi, corrispondenti al primo stralcio, sono affiancati da edifici elevati su tre livelli principali fuori terra; ogni isolato è simmetricamente suddiviso in 11 case a schiera, di cui la centrale e le due estreme più larghe. Al piano terreno, rivestito con intonaco granulare, si affacciano i portali d'accesso e le finestre laterali delimitate da cornici lisce; i due livelli superiori, scanditi da fasce marcapiano, presentano ordinate aperture chiuse da persiane, cui si sovrappongono quelle più piccole dei sottotetti.
Il terzo troncone, corrispondente al secondo stralcio, è delimitato da due lunghe file di case a schiera di due piani, di cui quella orientale interrotta a metà da un accesso privato. Al piano terreno, elevato su una base rivestita con intonaco granulare, si affacciano i portali d'accesso architravati e le finestre laterali delimitate da cornici modanate; il livello superiore, scandito da una fascia marcapiano, presenta ordinate aperture, incorniciate e chiuse da persiane.